# La Presa (Kalifornija)
La Presa je naseljeno područje za statističke svrhe u američkoj saveznoj državi Kalifornija. Prema popisu stanovništva iz 2010. u njemu je živjelo 34.169 stanovnika.